# Cloverdale (Kalifornia)
Cloverdale város az Amerikai Egyesült Államok Kalifornia államában, Sonoma megyében. Lakosainak száma 8996 fő (2020. április 1.).

## Népesség
A település népességének változása:

| 2010 | 8 618 |
| 2020 | 8 996 |